# Miami Toros
Miami Toros – amerykański klub piłkarski z Miami, w stanie Floryda. Drużyna występowała w lidze NASL, a jego domowymi obiektami były Miami-Dade Stadium (1972), Miami Orange Bowl (1973–1975) i Tamiami Field stadium at Tamiami Park (1976). Zespół istniał w latach 1972-1976.

## Historia
Klub został założony w 1972 roku pod nazwą Miami Gatos jako kontynuator tradycji Washington Darts. W sezonie 1974 klub dotarł do finału Soccer Bowl, gdzie przegrał w nim po rzutach karnych 5:3 (w meczu 3:3) z Los Angeles Aztecs w dniu 25 października 1974 roku Orange Bowl w Miami. Po sezonie 1976 klub został rozwiązany i od tej pory występował jako Fort Lauderdale Strikers.

## Osiągnięcia
| - Wicemistrz NASL: 1974 MVP NASL - 1973: Warren Archibald - 1975: Steve David Król strzelców NASL - 1975: Steve David Trener Roku NASL - 1974: John Young |  | Jedenastka Sezonu NASL - 1972: Willie Evans - 1973: Warren Archibald, David Sadler - 1974: Roberto Aguirre, Ronnie Sharp - 1975: Steve David, Ronnie Sharp Jedenastka Dublerów NASL - 1972: Dave Metchick - 1973: Roberto Aguirre - 1974: Warren Archibald, Ralph Wright - 1975: Ralph Wright |  | Wyróżnienia NASL - 1972: Warren Archibald, Billy Fraser - 1974: Steve David - 1976: Jim Holton U.S. Soccer Hall of Fame - 2003 Ace Ntsoelengoe, Joe & Elizabeth Robbie |

## Sezon po sezonie
| Sezon | Liga | Z  | R  | P | Pkt | Sezon                                                 | Playoff                | Śr. frekwencja |
| ----- | ---- | -- | -- | - | --- | ----------------------------------------------------- | ---------------------- | -------------- |
| 1972  | NASL | 3  | 8  | 3 | 44  | 4.miejsce, Dywizja Południowa                         | Nie zakwalifikował się | 2,112          |
| 1973  | NASL | 8  | 5  | 6 | 88  | 3.miejsce, Dywizja Zachodnia                          | Nie zakwalifikował się | 5,479          |
| 1974  | NASL | 9  | 5  | 6 | 107 | 1.miejsce, Dywizja Zachodnia                          | Finalista              | 7,340          |
| 1975  | NASL | 14 | 8  | — | 123 | 2.miejsce, Dywizja Zachodnia                          | Półfinał               | 4,921          |
| 1976  | NASL | 6  | 18 | — | 63  | 4.miejsce, Konferencja Amerykańska, Dywizja Zachodnia | Nie zakwalifikował się | 3,070          |

### Halowa NASL
| Sezon | Liga        | Z | R | P | Pkt | Sezon                      | Playoff                |
| ----- | ----------- | - | - | - | --- | -------------------------- | ---------------------- |
| 1975  | Halowa NASL | 2 | 0 | — | 4   | 4.miejsce, Region 3        | Nie zakwalifikował się |
| 1976  | Halowa NASL | 1 | 1 | — | 2   | 3.miejsce, Region Zachodni | Nie zakwalifikował się |

## Właściciele
- 1971–1972:  John Bilotta
- 1973–1976:  Joe Robbie
- 1974–1975:  Angel Lorie Jr (partner zarządzający)
- 1976:  Elizabeth Robbie (partner zarządzający)

## Trenerzy
- 1972:  Sal DeRosa
- 1973–1974:  John Young
- 1975–1976:  dr Greg Myers[2]
- 1976–1977:  Ken Furphy

## Piłkarze
| - Gordon Fearnley (1976) - Dave Goodwin (1973) - Alan Hamlyn (1974–76) - Ken Mallender (1974) - Cliff Marshall (1976) - Dave Metchick (1972) - David Sadler (1973) |  | - Alan Sproates (1973) - Ralph Wright (1974–76) - Roberto Aguirre (1972–76) - Nicanor Carvalho (1974) - Diogo Eletelba da Silva (1972) - Tom Cecic (1973) - Willie Evans (1972–73) |  | - Roger Verdi (1974) - Ace Ntsoelengoe (1973) - Steve Baumann (1974–76) - Kip Jordan (1974–75) - Alain Maca (1972) - Bill Nuttall (1974–75) - Mike Seerey (1973) |  | - Willie Henderson (1973) - Jim Holton (1976) - Ronnie Sharp (1973–76) - Willie Watson (1973) - Warren Archibald (1972–76) - Steve David (1974–76) |